# Xenopsylla moucheti
Xenopsylla moucheti är en loppart som beskrevs av Smit 1958. Xenopsylla moucheti ingår i släktet Xenopsylla och familjen husloppor. Inga underarter finns listade i Catalogue of Life.